# 上主永恆的智慧

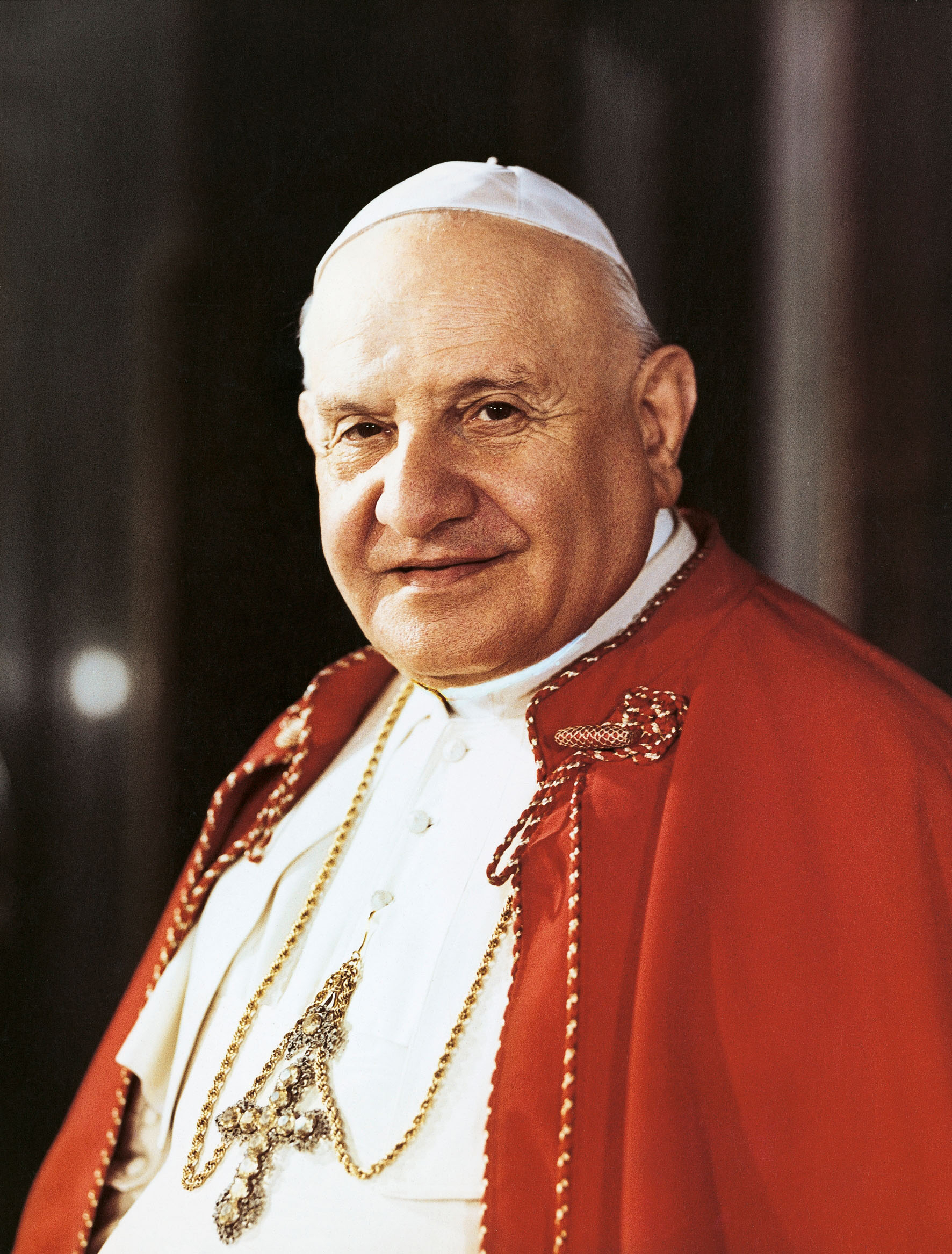
教宗若望二十三世

《上主永恆的智慧》（拉丁語：Aeterna Dei sapientia）是教宗若望二十三世於1961年11月11日發出的教宗通諭。這是若望二十三世任內第6道通諭，通諭是為了紀念教宗聖利奧一世離世1500周年而發出。

## 內容
這道教宗通諭連同引言共80段，教宗就歷任教宗的作為、教會改革和團結提出了一些看法。教宗亦呼籲基督徒在面對共產主義和世俗主義的外部運動時要保持團結。

## 資料來源
1. 1 2  Ioannis PP. XXIII. . The Holy See. 1961-11-11  [2017-06-21]. （原始内容存档于2017-09-24） （拉丁语）.
2. ↑  . TIME. 1961-12-15  [2017-06-21]. （原始内容存档于2017-06-21） （英语）.